# Ingegerd Palmér
Alice Ingegerd Palmér, född Hedman 17 april 1946 i Nederkalix församling, är en svensk matematiker och akademisk ledare. 
Palmér disputerade 1974 i matematik vid Stockholms universitet på avhandlingen The global homological dimension of some ring extensions. Hon anställdes som forskarassistent vid universitetet, och blev senare lektor i matematik vid Kungliga Tekniska högskolan.
År 1994 utsågs Palmér till rektor för Luleå tekniska universitet, där hon efter fullgjord mandatperiod två gånger fick sitt förordnande förlängt med tre år. Strax efter att hon lämnat Luleå meddelade dock regeringen att man beslutat att förordna Palmér som rektor för Mälardalens högskola, en tjänst hon tillträdde den 17 oktober 2005.
Ingegerd Palmér är ledamot i Kungliga Ingenjörsvetenskapsakademien (IVA) och engagerad i innovationsfrågor inom Verket för innovationssystem (Vinnova) och Sveriges universitets- och högskoleförbund (SUHF).